# Juliana Vicente
Juliana Vicente de Freitas (São Paulo, 13 de setembro de 1981), conhecida também como Juliana Vicente, é uma diretora e cineasta brasileira. É fundadora da Preta Portê Filmes, empresa fundada em 2009 em São Paulo com o objetivo de desenvolver projetos audiovisuais que aliem arte e comunicação para um mercado diversificado.

## Biografia
A cineasta se propõe a fazer conteúdos de relevância social e artística, criando novas narrativas afro indígenas e LGBTQIAP+.
Em 2015, foi convidada como diretora para participar do Berlinale Talents e recebeu o prêmio Camera D’Or com a co-produção A Terra e a Sombra, no Festival de Cannes. No mesmo ano foi indicada ao Prêmio Claudia na categoria Cultura, por sua contribuição ao cinema brasileiro.
Dirigiu a série da Netflix Afronta! e um ano depois dirigiu a 13 temporada da série Espelho, de Lázaro Ramos. Mais tarde também dirigiu o documentário Cidade Correria – Um Bando de Artistas (2020) e Viva Nossa Voz.
Seus outros trabalhos são: Cores e Botas, um curta-metragem; os documentários Leva e Mauá: Luz ao Redor e o clipe musical Marighella, dos Racionais MCs.
Também produziu, realizando mais de 40 filmes entre curtas, médias e longas-metragens.
Em 2022 a diretora concorre no Festival do Rio com seu documentário Diálogos com Ruth de Souza e se prepara para lançar o documentário Racionais MC's - Das Ruas de São Paulo pro Mundo. Juliana Integrou o grupo do Berlinale Talents (2015), no Festival Internacional de Cinema de Berlim, mesmo ano em que foi premiada com a coprodução A Terra e a Sombra, no Festival de Cannes. Realizou o clipe Marighella, dos Racionais MCs, melhor Clipe do Ano no VMB (MTV, 2012). Dirigiu a 13º temporada da série "Espelho", de Lázaro Ramos, (Canal Brasil, 2018). Em 2020, a convite do Instagram, realizou a direção geral da campanha pró diversidade para a plataforma com o documentário "Viva Nossa Voz", uma produção da Preta Portê Filmes. Em 2022, lança dois longas metragens: o documentário Diálogos com Ruth de Souza, com passagens pelo Festival do Rio e Mostra Internacional de Cinema de São Paulo, e o documentário "Racionais: Das Ruas de São Paulo pro o Mundo", que também passa pela Mostra de São Paulo antes de estrear na Netflix.
Seu trabalho já foi visto em diversos festivais, como o curta Film For Blind Poet em Rotterdam 2013, Grandmothers at the Berlinale 2010 e outros, tendo conquistado mais de 50 prêmios ao todo.
Juliana Vicente estudou Cinema na FAAP (Brasil) e EICTV (Cuba). Dirigiu o curta Colors and Boots (Huelva Ibero-American Film Festival, 2011 e Festival Internacional do Novo Cinema Latino-Americano de Havana, 2010) e o documentário Drift, de 55 minutos (Festival Internacional do Novo Cinema Latino-Americano de Havana, 2011 e premiado no New York Film Academy, 2012).
Juliana também é produtora de Anna K., primeiro longa-metragem de Preta Portê, dirigido pelo consagrado artista plástico José Roberto Aguilar, atualmente em fase de pós-produção.
Atualmente desenvolve o projeto de longa-metragem de ficção Lírio e as Libélulas, do diretor e roteirista René Guerra. Este projeto dá continuidade à parceria iniciada em Os Sapatos de Aristeu (Clermont-Ferrand, 2009) e repetida no documentário Quem Tem Medo de Cris Negão?, um estudo sobre as personagens marginais do mundo travesti, integrantes do pesquisa para Lily e as Libélulas. O recurso já participou de quatro laboratórios de desenvolvimento de projetos: BrLab (Brasil), Taller Colón - Fundación Typa (Argentina), IFFR Rotterdam Lab (Holanda) e mais recentemente o EAVE Puentes Australab (Uruguai, Chile), conquistando prêmio de pós- serviços de produção. Em 2013, foi selecionado para o Torino Film Lab.

## Filmografia
- (2022): Racionais MC's - Das Ruas de São Paulo pro Mundo
- (2012) - Marighella: Racionais MC's

## Prêmios e indicações
- (2011): Festival Internacional do Novo Cinema Latino-Americano de Havana
- (2012): Festival de Cinema de Nova Iorque